# グローセンゼーバッハ
グローセンゼーバッハ (ドイツ語: Großenseebach) は、ドイツ連邦共和国バイエルン州ミッテルフランケンのエアランゲン＝ヘーヒシュタット郡に属す町村（以下、本項では便宜上「町」と記述する）で、ヘスドルフ行政共同体の一員である。

## 地理

### 自治体の構成
この町は、公式にはグローセンゼーバッハ集落単独で構成される。

## 歴史
ゼーバッハ集落は、1348年に初めて文献上で言及されている。大聖堂の付属農場に属し、1468年からはバンベルク司教区領となったが、個別の地所については、ニュルンベルクの貴族のレーエンとして分割統治された。16世紀には再び司教座教会司祭長管轄地が優勢となり、ビューヒェンバッハ司祭長管区となった。三十年戦争でグローセンゼーバッハは破壊されてしまった。1803年の帝国代表者会議主要決議でプロイセン王国領となったが、一時的なフランス統治の後1810年にバイエルン王国領となった。1811年にヘルツォーゲン地方裁判所、1847年にヘルツォーゲンアウラハ会計局の管轄下に置かれた。現在の自治体が成立したのは、1818年のことである。1980年に、それぞれ独立した自治体であるグローセンゼーバッハとヘスドルフによってヘスドルフ行政共同体が創設された。

## 行政

### 議会
グローセンゼーバッハの議会は14議席で、これに首長が兼任で加わる。

### 紋章
基部は、銀地に青い斜めの波帯。その上部は金地と赤地に二分割。向かって左は左向きの（向かって右向き）の赤い爪を持つ黒い獅子、それにかぶせて銀の斜め帯。向かって右は、銀のアカマツ。

## 交通
グローセンゼーバッハは、アウトバーンA3 ヴュルツブルク – ニュルンベルク線のエアランゲン西インターチェンジ近くに位置している。

## 引用
1. ↑  https://www.statistikdaten.bayern.de/genesis/online?operation=result&code=12411-003r&leerzeilen=false&language=de Genesis-Online-Datenbank des Bayerischen Landesamtes für Statistik Tabelle 12411-003r Fortschreibung des Bevölkerungsstandes: Gemeinden, Stichtag (Einwohnerzahlen auf Grundlage des Zensus 2011)
2. ↑  Bayerische Landesbibliothek Online